# 国歌 (立陶宛)
《国歌》又名《立陶宛，我的祖国》（Lietuva, Tėvyne mūsų）、《立陶宛讚歌》（Lietuvos himnas），其曲詞為1898年当立陶宛尚属于沙皇俄国时，由文萨斯·库迪尔卡（1858-1899年）创作，并迅速於立陶宛人民中传唱，1919年当立陶宛独立後，这首歌被定为国歌。1940年，立陶宛加入苏联，1950年重新制订新国歌。1988年，立陶宛宣布独立，这首歌重新被定为国歌。

## 歌词
| 立陶宛语 -{Lietuva, Tėvyne mūsų, Tu didvyrių žeme, Iš praeities Tavo sūnūs Te stiprybę semia. Tegul Tavo vaikai eina Vien takais dorybės, Tegul dirba Tavo naudai Ir žmonių gėrybei. Tegul saulė Lietuvoj Tamsumas prašalina, Ir šviesa, ir tiesa Mūs žingsnius telydi. Tegul meilė Lietuvos Dega mūsų širdyse, Vardan tos Lietuvos Vienybė težydi!}- | 汉语翻译 立陶宛，我的祖国， 英雄的国土！ 你的儿女从我们的过去 振奋起精神。 愿你的儿女永远 保持赤胆忠心， 努力工作创造 我们和人类的幸福安宁。 太阳照耀着我们的土地 驱散黑暗的乌云 让阳光和真理 永远指引我们的步伐。 对立陶宛的爱 燃烧在我们的心中。 单愿这片土地， 永远统一繁荣。 | 另一种译本 立陶宛，我们的祖国 英雄们的地方 愿您的子孙从历史 获得您的力量 愿您的子孙永远走 在正直大路上 愿您，人类中的英杰 成他们的理想 愿红日高照我土 将周围乌云驱散 这光辉，这正义 领我们到永远 愿对立陶宛的爱 把我们内心照亮 为繁荣，立陶宛 请团结着绽放 |